# Fleur d'oranger (ballet)
Pour l’article homonyme, voir Fleur d'oranger.
Fleur d'oranger est un ballet (aussi appelé « divertissement ») en un acte composé en 1878 et créé en avril 1879, dont la musique fut écrite par André Messager. Ce ballet ne doit pas être confondu avec la pièce pour piano seul Fleur d'oranger de Gustave Bret (1890).

## Contexte
Alors que Messager commence sa carrière de chef d'orchestre aux Folies bergères après des prix de composition (1875, 1876) il se voit commandé trois ballets « légers » pour ce théâtre ; Fleur d'oranger est le premier de cette série.
Fleur d'oranger connut un beau succès, avec environ 200 représentations.

## Édition
La première (et seule) édition archivée de ce ballet est celle de sa réduction pour piano, chez l'éditeur Henry Lemoine, 1881.